# 舒川郡
舒川郡（：／ Seocheon gun */?）是韩国忠清南道的一个郡，位于韩国西海岸。盛产海鲜。锦江入海口。

### 隣接行政区划
- 保寧市、扶余郡
- 全羅北道：益山市、群山市

## 历史
- 1995年6月27日 - 郡守選举、朴衡淳当選。
- 1998年6月4日 - 郡守選举、朴衡淳再選。
- 2002年6月13日 - 郡守選举、羅紹烈当選。
- 2006年5月31日 - 郡守選举、羅紹烈再選。

## 行政
舒川郡郡守：羅紹烈
- 邑：舒川邑、長項邑。
- 面：板橋面、馬西面、庇仁面、華陽面、文山面、鍾川面、馬山面、韓山面、西面、麒山面、時草面。

## 姐妹城市

### 韓国内
- 首尔特別市城東区
- 首尔特別市瑞草区

## 交通

### 铁道路線
- 長項線
  - 長項站

### 高速道路
- 西海岸高速公路

### 船舶
- 洪原港

## 電視節目
- 美麗的秋天村莊 Michuli (第二季)

## 观光
- 椿長台海水浴場

## 名人
- 薛景求